# Universíada de Inverno de 2019
A XXIX Universíada de Inverno foi realizado em Krasnoiarsk, na Rússia entre 2 e 12 de março de 2019. A cidade-sede foi a única candidata ao evento.

## Processo de candidatura
Apenas duas candidaturas enviaram as suas cartas de intenção para  Federação Internacional do Esporte Universitário (FISU) os seus livros de candidatura em 4 de novembro de 2011.Os interessados eram a cidade siberiana de Krasnoiarsk, na Federação Russa, e o cantão de Valais, na Suíça. Entretanto, apenas Krasnoiarsk acabou avançando para a fase final do processo por ter dado todas as garantias previstas pela instituição . Com isso, a cidade acabou sendo aclamada como sede do evento, em 14 de setembro de 2014.

## Modalidades

### Obrigatórias
As modalidades obrigatórias são determinadas pela Federação Internacional do Esporte Universitário (FISU) e, salvo alteração feita na Assembléia Geral da FISU, valem para todas as Universíadas de Inverno.
| - Biatlo (11) - Curling (2) - Esqui alpino (9) | - Esqui cross-country (11) - Hóquei no gelo (2) - Patinação artística (5) | - Patinação de velocidade em pista curta (8) - Snowboard (10) |

### Opcionais
As modalidades opcionais são determinadas pela Federação Nacional de Esportes Universitários (National University Sports Federation - NUSF) do país organizador e devem ser de, no mínimo, três esportes.A organização escolheu dois esportes inverno que estão fazendo parte do evento pela primeira vez:um é o bandy e o outro é o esqui orientação.Esta será a última edição em que o esqui estilo livre fará parte do programa como um esporte opcional,se tornando um esporte obrigatório a partir de Lucerna 2021.
| - Bandy (2) | - Esqui estilo livre (7) | - Esqui de orientação (7) |

## Locais de eventos

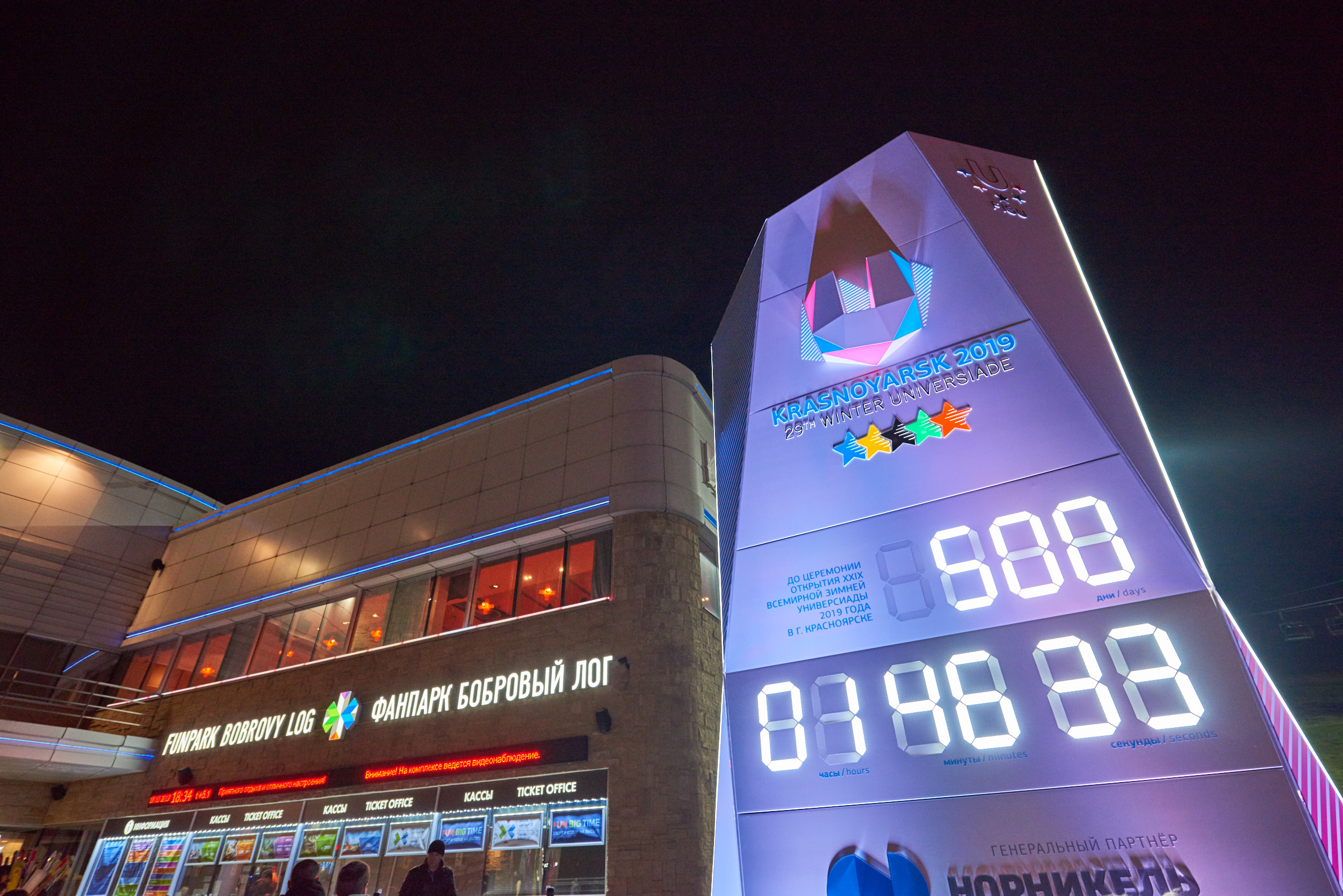
Comemoração de 500 dias para o início da Universíada de Inverno de 2019.

Esses serão os locais de eventos e as modalidades disputadas em cada local. Praticamente todos os locais de competição já estavam prontos e em uso. Apenas um local foi construído especificamente para o evento, que é a Platinum Arena. Juntamente a isto, o Estádio Yenesei precisou ser totalmente reconstruído e se tornou um estádio coberto. Todos os locais de competição estão dentro dos limites urbanos de Krasnoiarsk:
- Platinum Arena: cerimônias de abertura, encerramento e patinação artística
- Funpark Bobrovy Log: esqui alpino
- Sopka Cluster: esqui estilo-livre e snowboard
- Academia de Biatlo: biatlo
- Raduga Cluster: esqui cross-country e esqui-orientação
- Palácio de Esportes Ivan Yarygin: curling
- Arena de Cristal: hóquei sobre o gelo (torneio masculino)
- Arena Pervomaisky: hóquei sobre o gelo (preliminares do torneio feminino)
- Arena Sever: hóquei sobre o gelo (finais do torneio feminino) e patinação de velocidade em pista curta
- Estádio Yenisei: bandy

## Calendário
As caixas em azul representam uma competição ou um evento qualificatório de determinada data. As caixas em amarelo representam um dia de competição valendo medalha e o número dentro delas a quantidade de medalhas de ouro em disputa.
| CA | Cerimônia de abertura |  | Competições | 1 | Finais | EG | Exibição de gala | CE | Cerimônia de encerramento |

| Março                                  | 1 Sex | 2 Sáb | 3 Dom | 4 Seg | 5 Ter | 6 Qua | 7 Qui | 8 Sex | 9 Sáb | 10 Dom | 11 Seg | 12 Ter | Eventos |
| -------------------------------------- | ----- | ----- | ----- | ----- | ----- | ----- | ----- | ----- | ----- | ------ | ------ | ------ | ------- |
| Cerimônias                             |       | CA    |       |       |       |       |       |       |       |        |        | CE     |         |
| Bandy                                  |       |       |       |       |       |       |       | 1     |       | 1      |        |        | 2       |
| Biatlo                                 |       |       |       | 2     |       | 2     | 2     |       | 1     | 2      |        |        | 9       |
| Curling                                |       |       |       |       |       |       |       |       |       | 2      |        |        | 2       |
| Esqui alpino                           |       |       | 2     | 1     | 1     |       | 1     | 1     | 1     | 1      | 1      |        | 9       |
| Esqui cross-country                    |       |       | 2     | 2     |       | 2     |       | 1     | 2     |        | 1      | 1      | 11      |
| Esqui estilo livre                     |       |       | 2     | 1     |       | 2     |       |       | 2     | 2      | 2      |        | 11      |
| Esqui de orientação                    |       |       |       | 2     | 2     |       | 1     |       |       | 2      |        |        | 7       |
| Hóquei no gelo                         |       |       |       |       |       |       |       |       |       |        | 1      | 1      | 2       |
| Patinação artística                    |       |       |       |       |       |       | 2     | 1     | 2/EG  |        |        |        | 5       |
| Patinação de velocidade em pista curta |       |       |       | 2     | 2     | 4     |       |       |       |        |        |        | 8       |
| Snowboard                              |       |       | 2     |       | 2     | 2     |       | 2     |       | 2      |        |        | 10      |
| Eventos totais                         |       |       | 8     | 10    | 7     | 12    | 6     | 6     | 8     | 12     | 5      | 2      | 76      |
| Total acumulado                        |       |       | 8     | 18    | 25    | 37    | 43    | 48    | 54    | 62     | 74     | 76     |         |
| Março                                  | 1 Sex | 2 Sáb | 3 Dom | 4 Seg | 5 Ter | 6 Qua | 7 Qui | 8 Sex | 9 Sáb | 10 Dom | 11 Seg | 12 Ter | Eventos |

## Medalhas
O quadro de medalhas é uma lista que classifica as Federações Nacionais de Esportes Universitários (NUSF) de acordo com o número de medalhas conquistadas. Estão sendo disputados 76 finais em nove modalidades olímpicas e em duas não olímpicas.
O primeiro pódio da Universíada foi totalmente local. A atleta Alisa Zhambalova ganhou a prova do 5km individual do cross-country e as medalhas de prata e de bronze foram para as suas compatriotas Ekaterina Smirnova e Yana Kirpichinko, respectivamente.
| Atualizado em 16h 31min de 20 de agosto de 2024 (UTC) | v d e |

| Ordem                                    | País              | Medalha de ouro | Medalha de prata | Medalha de bronze |     |  |
| ---------------------------------------- | ----------------- | --------------- | ---------------- | ----------------- | --- |  |
| 1                                        | RUS Rússia        | 41              | 39               | 32                | 112 |  |
| 2                                        | KOR Coreia do Sul | 6               | 4                | 4                 | 14  |  |
| 3                                        | JPN Japão         | 5               | 4                | 4                 | 13  |  |
| 4                                        | AUT Áustria       | 3               | 3                |                   | 4   |  |
| 5                                        | FIN Finlândia     | 3               | 2                | 7                 | 12  |  |
| 6                                        | NOR Noruega       | 3               | 2                | 3                 | 7   |  |
| 7                                        | FRA França        | 2               | 4                | 7                 | 13  |  |
| 8                                        | SUI Suíça         | 2               | 2                | 3                 | 6   |  |
| 9                                        | GER Alemanha      | 2               | 1                | 2                 | 5   |  |
|                                          | SWE Suécia        | 2               | 1                | 2                 | 5   |  |
|                                          |                   |                 |                  |                   |     |  |
| Nenhum país lusófono conquistou medalhas |                   |                 |                  |                   |     |  |
| TOTAL                                    | TOTAL             | 76              | 76               | 76                | 228 |  |

     País sede destacado.

## Controvérsias

### Boicote da Ucrânia
Em 16 de dezembro de 2017, faltando aproximadamente 100 dias para a cerimônia de abertura, o site "insidethegames", reportou que a FISU estaria pronta para financiar a ida do time ucraniano a Krasnoyarsk. Já que em 15 de março de 2018, o ministro da Juventude e Esportes do país emitiu um decreto, vetando a participação de qualquer atleta ucraniano em competições esportivas na Rússia. Esta seria mais uma das consequências da crise da Crimeia de 2014. O ministro Ihor Zhdanov disse que deu o passo, porque "agressores e infratores devem ser expulsos da arena esportiva global" e "por causa do histórico russo de doping generalizado nos esportes". Ele alegava que os atletas ucranianos estavam correndo riscos de vida se fossem competir em solo russo. O ministério não respondeu imediatamente a um pedido de comentário sobre possíveis punições para atletas ucranianos ou equipes que quebrassem a proibição. Muitos atletas ucranianos, especialmente nos esportes olímpicos, dependem em parte de verbas públicas para se manterem.
Desde o inicio da intervenção militar da Rússia na Ucrânia, em fevereiro de 2014, as equipes ucranianas competiram normalmente na Rússia em diversos eventos esportivos como o Campeonato Mundial de Esportes Aquáticos de 2015 e as Surdolímpiadas de Inverno de 2015.
A situação mais drástica aconteceu durante os Jogos Paralímpicos de Inverno de 2014, quando diversos protestos aconteceram, pois haviam poucos dias em que a intervenção havia começado. Em uma das ações mais marcantes, somente o porta-bandeira da delegação desfilou durante a parada das nações, enquanto os atletas estavam na arquibancada. Um boicote foi planejado e alguns medalhistas ucranianos nos Jogos Paralímpicos cobriram suas medalhas com as mãos no pódio como um protesto silencioso.
Alguns atletas da Crimeia continuaram a competir pela Ucrânia, mas disseram que enfrentam perseguição das autoridades russas se tentarem visitar suas cidades de origem, enquanto diversos se naturalizaram russos ou começaram a competir por outros países.
Algum tempo mais tarde, Kiev decidiu rever essa decisão política, expedindo uma recomendação direta aos atletas para não irem a competições realizadas na Rússia e se caso alguém decida fazer isso, o governo não iria financiar essa participação. O que colocou em dúvida a participação do país na Universíada de Inverno e também foi alvo de diversas críticas por parte do Comitê Olímpico Internacional (COI). O presidente da FISU, o russo Oleg Matysin, chegou a conversar com dois membros ucranianos do COI — Valeriy Borzov e Serguei Bubka — durante os Jogos Olímpicos de Verão da Juventude de 2018, sobre se uma participação ucraniana em Krasnoyarsk 2019 e obteve a seguinte resposta:
"O Ministério do Esporte da Ucrânia se recusou a financiar a ida da delegação ucraniana a Rússia e se opôs à sua participação e que a FISU lamenta a decisão está se oferecendo para financiar a participação da equipe e está aguardando uma resposta da Federação Nacional de Esportes Universitários da Ucrânia."
Ao final de janeiro de 2019,diversas reportagens da mídia russa estavam afirmando que o primeiro vice-ministro da Ucrânia, Igor Gotsul,havia tomado a decisão final de que o país iria realmente boicotar o evento.Isto acabou sendo confirmado,pois nenhuma inscrição de qualquer atleta ucraniano chegou as mãos da FISU até a data de 2 fevereiro,que era a data limite para o envio da documentação.Esse boicote foi posteriormente negado por Ihor Zhdanov, Ministro da Juventude e Esportes da Ucrânia.Entretanto,a ausência de uma delegação ucraniana foi confirmada por Dmitry Peskov,portavoz da presidência da Rússia,que disse que o governo do país,estava lamentando esta decisão meramente política.O presidente da FISU, o também russo Oleg Matytsin também confirmou que a organização não irá sancionar de forma nenhuma a Ucrânia,mesmo com o não retorno dos formulários e nem da documentação exigida para a entidade e também que o assunto será discutido em algum momento após o encerramento da Universiada com aquelas federações nacionais que não enviarão suas delegações para a Rússia.O site do Comitê de Educação Física e Esportes da Ucrânia do Ministério da Educação, no entanto,também confirma o boicote da Universiada.

### Controle de Dopagem
Em 14 de janeiro de 2019,a Federação Internacional do Desporto Universitário  e a Agência Internacional de Testes (ITA) assinaram um acordo em que a agência se tornará a parceira da FISU na execução do controle de doping durante a Universíada de Inverno. A Agência Internacional de Testes é uma parceria da  Agência Mundial Antidoping e do Comitê Olímpico Internacional existente desde março de 2017,que é acionado quando acontece algum evento em que o país não dispõe de um laboratório da entidade ou então o laboratório local esteja proibido de realizar a testagem,que é o caso da Rússia.Esta é ainda uma das consequências do escândalo de doping institucional orquestrado pelo governo do país durante os Jogos Olímpicos de Inverno de 2014,realizados em Sóchi.
“Como instituição máxinma do esporte universitário global, a FISU sempre demonstrou um grande esforço em medidas antidoping”, disse o secretário-geral da FISU, Eric Saintrond. “Ter processos em vigor para garantir um esporte limpo é parte integrante de todas Universíadas,tanto de Inverno,quanto de Verão, assim como em todos os nossos eventos. A FISU está comprometida em garantir os mais altos padrões possíveis neste esforço constante e acreditamos firmemente que o ITA garantirá a melhor entrega possível do nosso programa antidoping. ”"
Sob este acordo, o ITA fornecerá todo o equipamento necessário e coordenará a coleta de amostras durante esta edição. O ITA fornecerá dois especialistas antidoping que irão supervisionar todos os procedimentos antidoping realizados no solo. A entidade também treinará os dezesseis (16) Oficiais de Controle de Doping encarregados da realização dos testes, bem como o pessoal que irá coletar as amostras.
“O ITA está honrado por ter sido nomeado pela FISU e pelo comitê organizador local da Universíada de Inverno de 2019, que será realizada em Krasnoyarsk, na Rússia, como seu parceiro antidoping”, disse o diretor-geral da ITA, Benjamin Cohen. “De acordo com o lema do FISU, as Universíades  reúnem as estrelas de hoje e os líderes de amanhã, por isso é uma excelente plataforma para a FISU e a ITA para educar em conjunto os atletas participantes sobre a importância da luta contra o doping e aumentar a conscientização sobre o esporte limpo. Assim,ela espera ansiosamente apoiar o anfitrião deste prestigiado evento e fornecer sua perícia independente para assegurar que um robusto programa antidoping esteja em vigor. ” Após a coleta das amostras,elas serão enviadas para os laboratórios da WADA  em Seibersdorf,na Áustria,sob um forte esquema de segurança.